# Pointe au Sel

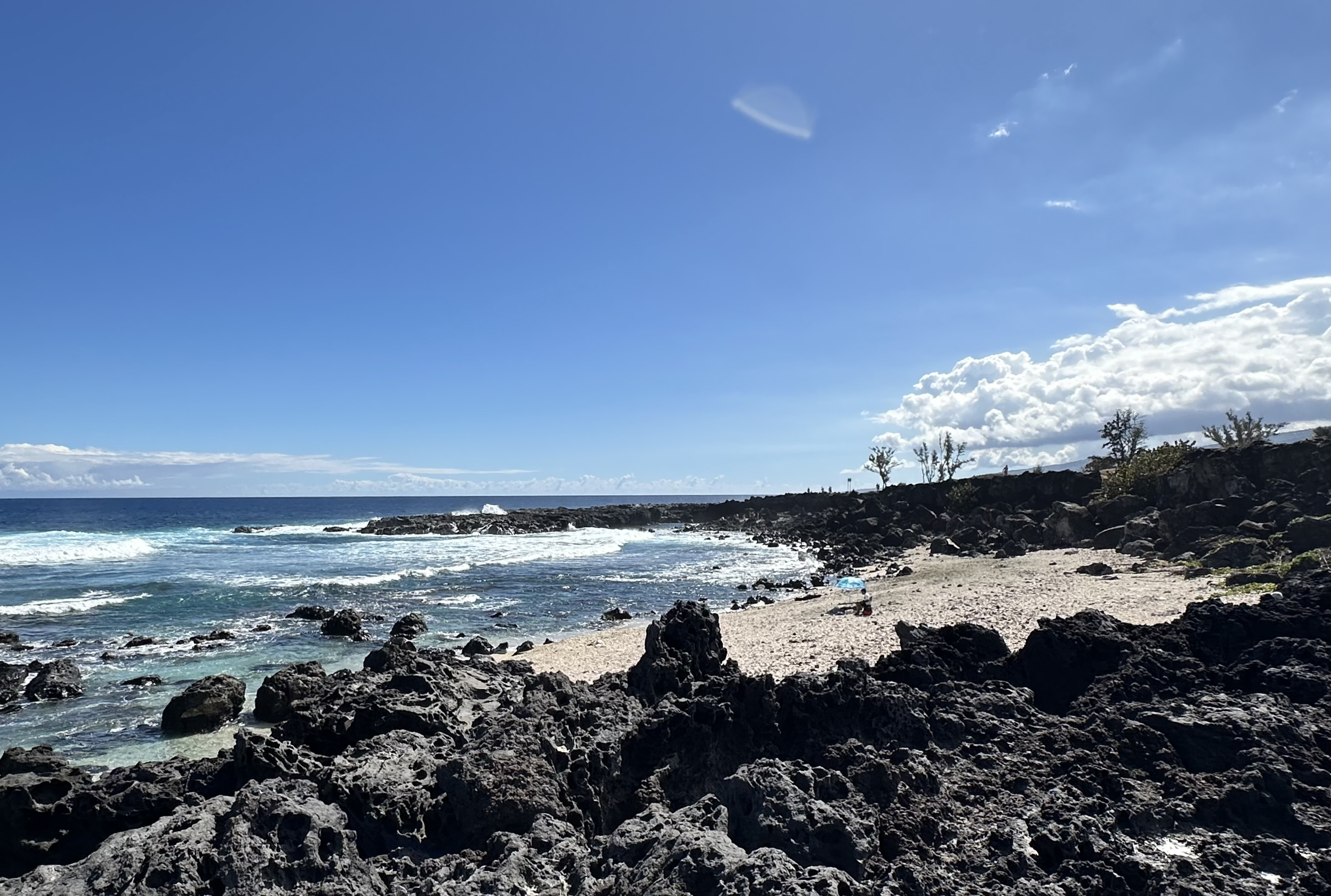
Pointe au Sel, 2024

Die Pointe au Sel ist ein Kap an der Westküste der im Indischen Ozean gelegenen französischen Insel Réunion.
Das Kap gehört zum  Gemeindegebiet von Saint-Leu.
Landeinwärts liegt am Kap das Salzmuseum sowie der Kalkofen an der Pointe au Sel. Die Route national 1A führt dicht an der Pointe au Sel vorbei. Nordöstlich des Kaps besteht die kleine Siedlung La Pointe au Sel.
Der ursprüngliche Name des Kaps lautete Pointe de Bretagne und ging auf die ersten Siedler im 17. Jahrhundert zurück. Der Bereich des Kaps war jedoch für die Möglichkeit der Salzgewinnung bekannt, die ab 1942 zeitweise auch in einem industriellen Maßstab durchgeführt wurde, woraus sich der heute gebräuchliche Name, der im deutschen in etwa Salzspitze bedeutet, ergibt. Das seit 2007 bestehende Salzmuseum erinnert an diese Nutzung.
Der landseitige Bereich des Kaps wird von einer trockenen Savanne geprägt und gilt als sensibler Naturbereich. Das Kap selbst besteht aus zwei historischen Lavaströmen, zwischen denen eine kleine Bucht mit weißem Sandstrand besteht. Außerdem besteht ein natürlich entstandenes Becken, das Bassin Caverne. Im Winter finden sich vor dem Kap häufig Buckelwale ein. 1978 wurde der Bereich unter Schutz gestellt.